# Piper subrepens
Piper subrepens är en pepparväxtart som beskrevs av William Trelease. Piper subrepens ingår i släktet Piper och familjen pepparväxter. Inga underarter finns listade i Catalogue of Life.